# Nekromantix

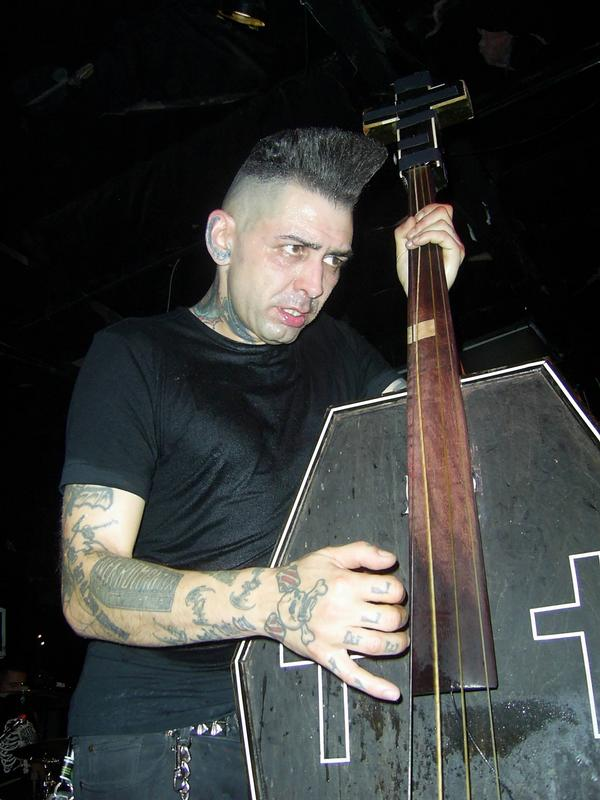
Zanger-bassist Kim Nekroman

Nekromantix is een Deens-Amerikaanse psychobillyband. De band is in 1989 in Kopenhagen gevormd. Hun huidige platenmaatschappij is Hellcat Records, opgericht door Rancids frontman Tim Armstrong.

## Discografie
1. 1989: Hellbound (Tombstone)
2. 1991: Curse of the Coffin (Nervous)
3. 1994: Brought Back to Life (Intermusic)
4. 1996: Demons are a Girl's Best Friend (Record Music DK)
5. 2000: Undead 'n' Live (E.S.P./Kick Music)
6. 2002: Return of the Loving Dead (Hellcat)
7. 2004: Dead Girls Don't Cry (Hellcat)
8. 2007: Life Is a Grave & I Dig It! (Hellcat)
9. 2011: What Happens in Hell, Stays in Hell (Hellcat)
10. 2016: A Symphony Of Wolf Tones & Ghost Notes (Hellcat)